# Благой Димитров (политик)
Благой Николаев Димитров е български инженер и политик.

## Биография
Роден е на 12 март 1952 г. във Варна. През 1971 г. завършва техникум по индустриална химия. През 1980 г. завършва електроинженерство в Техническия университет във Варна. От 1986 до 1988 г. е научен сътрудник в Института по океанология към БАН. Между 1989 и 1992 г. е научен сътрудник по хидро- и аеродинамика към БАН. През 1993 г. става главен асистент в Техническия университет във Варна. От 1990 г. е член на Социалдемократическата партия в рамките на Съюза на демократичните сили. Между 1992 и 1993 г. е заместник-председател на СДС – Варна. През декември 1995 г. е избран за член на Изпълнителното бюро на Социалдемократическата партия, а от 1997 до 2000 г. е неин председател. Между 2000 и 2002 г. е председател на Общинския и Областния съвет на СДС – Варна. Бил е депутат в XXXVIII и XXXIX народно събрание (1997 – 2005).